# Euselasia rhodon
Euselasia rhodon is een vlindersoort uit de familie van de prachtvlinders (Riodinidae), onderfamilie Euselasiinae.
Euselasia rhodon werd in 1913 beschreven door Adalbert Seitz.